# Тонто Вилиџ (Аризона)
Тонто Вилиџ (енгл. Tonto Village) насељено је место без административног статуса у америчкој савезној држави Аризона.

## Демографија
По попису из 2010. године број становника је 256.
| Група             | 2000.    | 2010.       |
| Белци             | 0 (0,0%) | 226 (88,3%) |
| Афроамериканци    | 0 (0,0%) | 1 (0,4%)    |
| Азијати           | 0 (0,0%) | 0 (0,0%)    |
| Хиспаноамериканци | 0 (0,0%) | 23 (9,0%)   |
| Укупно            | 0        | 256         |